# Ацтек (роман)
«Ацте́к» (англ. Aztec) — історичний роман американського письменника Гері Дженнінгса. Перший роман з чотирьох про життя ацтеків. Перший роман «Ацтек» написаний, як репрезентація листів від католицького єпископа Нової Іспанії до короля Іспанії Карлоса. Ці листи розповідають про життя колишнього ацтекського вельможи Міштлі («Чорна Хмара» мовою ацтеків — науатль) і показують в деталях життя та культуру однієї з найбільших цивілізацій Латинської Америки.

## Сюжет
До написання роману Гері Дженінгс прожив 12 років в Мексиці і ретельно досліджував культуру ацтеків і історію іспанського завоювання країни. В численних коментарях він зазначав, що причиною написання роману стало співчуття долі корінного населення Мексики, і зокрема ацтеків. Він навчився читати на мові науатль і інтерпретувати стародавні зображення ацтеків, що з часом використав в своєму романі. Під час подорожей Мексикою на сюжет роману його надихнули численні розповіді нащадків ацтеків.
Міштлі — сина дрібного провінційного вельможі завдяки вмінню читати направляють до Теночтітлану, столиці імперії ацтеків, для вивчення грамоти в імперській школі. Тут він знайомиться з життям правителів ацтеків, чудом залишається живим під час військового походу і захоплює в полон одного з провідних воїнів ворожого племені. За хоробрість його підвищують в ранзі і дозволяють займатися торгівлею — зайняттям, яке було суворо регламентоване ацтекським урядом. Разом з караванами своїх підлеглих Міштлі подорожує шляхами країни Ацтеків і за її межами, розповідаючи про побачене. Під час однієї з подорожей він знайомиться з дівчиною, яка стає його дружиною. В столиці Теночтітлані Міштлі стає багатим і досить обізнаним в політиці, за що його поважають при дворі правителя держави і підвищують до рангу радника. В цій якості він був з першим, хто взнав про прибуття іспанців до Нового Світу і вів перемови з першими полоненими. Попри його поради знищити усією армією загарбників, правитель ацтеків Монтесума зволікає і дозволяє іспанцям захопити країну і зруйнувати цілу цивілізацію. Переживши різню місцевого населення та хвороби, які принесли іспанці, Міштлі залишається в місті під іспанським контролем. Після свідчень про своє життя, яке записав єпископ, за його відмову прийняти католицьку віру, старого ацтека спалюють як єретика на аутодафе.

## Реакція критиків
Роман отримав надзвичайно позитивні відгуки від критиків, як в США так і в Мексиці. Оглядачі пов'язували успіх роману у передачі в літературній формі правдивої історії ацтеків та іспанського завоювання, а також в детальному висвітленні багатьох аспектів ацтекської культури. Цей роман відрізняється від інших тим, що автор не зосереджувався занадто на іспанському вторгненні, а присвятив більшу частину оповідання опису ацтекського суспільства до прибуття європейців. Успіх роману спонукав автора продовжувати тематику висвітлення культури ацтеків і вслід за романом «Ацтек» вийшов ще інший роман — продовження історії попереднього. Серед художньої літератури, присвяченої доколумбівській Мексиці, роман «Ацтек» займає провідне місце.